# Tarsiphantes
Tarsiphantes latithorax és una espècie d'aranya araneomorfa de la subfamília dels erigonins, dins de la família Linyphiidae. És l'únic membre del gènere monotípicTarsiphantes.
Es poden trobar a Rússia, Grenlàndia i el Canadà.
Fou descrit per primera vegada per Embrik Strand l'any 1905.